# 石川源氏
石川源氏（いしかわげんじ）は、河内源氏の本拠地である河内国石川郡石川荘を相続したと言われる源氏。
源義家（八幡太郎）の五男（または六男）源義時を祖とする河内源氏義時流石川氏。
河内源氏の本流が、義家以降に本拠地の河内国を離れた後、義時の一族が盤拠し、それらを源義家の荘園の石川荘の名称から石川源氏と呼ぶ。源義時を起源とする石川氏の他に、平賀氏、万力氏（万部氏）、紺戸氏、杭全氏、板金氏、中川氏などがある。

## 河内・石川源氏嫡統
- 源義家 - （八幡太郎。河内源氏第三代。本拠地・河内石川郡壷井館及び石川荘）
- 源義時 - （陸奥五郎または六郎。源義家の五男または六男。本拠地・河内石川郡石川荘）
- 源義基 - （石川義基。本拠地・河内石川郡石川荘）
- 源義兼 - （石川義兼。本拠地・河内石川郡石川荘）
- 源頼房 - （石川頼房。本拠地・河内石川郡石川荘）
- 源忠教 - （石川忠教。本拠地・河内石川郡石川荘）
- 源忠頼 - （石川忠頼。本拠地・河内石川郡石川荘）
- 石川義忠 - （父は石川義通、母は石川忠頼の娘、源忠頼の養子。下野国の小山秀朝を頼る）
- 石川時通 - （小山時通とも）

## 河内・石川源氏一族
- 源有義 ‐ （平賀二郎有義。本拠地・信濃佐久郡平賀邑）
- 源義広 - （紺戸先生義広。本拠地・河内石川郡紺口荘）
- 源義資 - （石川兵衛判官代義資。本拠地・河内石川郡石川荘）
- 源義長 - （杭全冠者義長。本拠地・摂津杭全荘）
- 源有義 - （源義資の子、武田太郎または逸見四郎。本拠地・甲斐万力筋、武田信義の子との説あり）
- 源信盛 - （万力二郎。本拠地・甲斐）
- 源信宗 - （万力二郎太郎。本拠地・甲斐）